# バハン郡区
バハン郡区（ビルマ語: ဗဟန်း မြို့နယ်,英語: Bahan Township）は、ミャンマー ヤンゴン市 ヤンゴン西部県にある郡区。ヤンゴン中心市街地の北に位置する。 郡区は22の小区（Ward）によって構成される。郡区の北はヤンキン郡区とマヤンゴン郡区、西はサンチャウン郡区とカマユ郡区、東はタムウェ郡区、南はダゴン郡区とミンガラ・タウンニュン郡区に接する 。郡区は小学校21校、中学校3校、高等学校3校を有する。バハン郡区は最も裕福な郡区として知られ、特にシュエタウンヂャ通り（旧ゴールデンバレー）、インヤーミャイン通りは高級住宅街である。
国民民主連盟（NLD）本部、バガン航空本社が立地する 。さらに在ミャンマー日本国大使館もこの郡区に立地する。

## 主な建築物
ヤンゴン市開発委員会が保全しているバハン郡区の建築学的重要な建物、建築物は以下の通り。
| 建築物                                               | 種類       | 所在地                          | 記                   |
| ---------------------------------------------------- | ---------- | ------------------------------- | -------------------- |
| ボージョーアウンサン博物館                           | 博物館     | ボージョー・ミュージアム通り 25 |                      |
| チャウッタージー・パヤー（チャウッタージー・パゴダ） | パゴダ     | シュエゴンダイン通り            |                      |
| 観音山仏教宗教センター                               | 中国寺院   | 西シュエゴンダイン通り 136      |                      |
| 観音寺中国僧院                                       | 中国僧院   | アーザーニ通り 58               |                      |
| 福山寺（フーシャンじ）                               | 中国寺院   | カバーエーパヤー通り 160        |                      |
| 旧市長公邸                                           | ホテル     | パール・レーン 21               | 現ミャイェニョホテル |
| 旧市長迎賓館（ゲストハウス）                         | ホテル     | パール・レーン 22               | 現ミャイェニョホテル |
| 文化省庁舎                                           | 事務所     | カバーエーパヤー通り 131        |                      |
| ガータッジー・パヤー（ガータッジー・パゴダ）         | パゴダ     | シュエゴンダイン通り            |                      |
| ガータッジー僧院のタインタヤ僧院群                   | 僧院       |                                 |                      |
| 中華寺尼僧院                                         | 中国尼僧院 | オールド・イェダシェ・レーン 69 |                      |